# Remo (percussions)
Pour les articles homonymes, voir Remo.

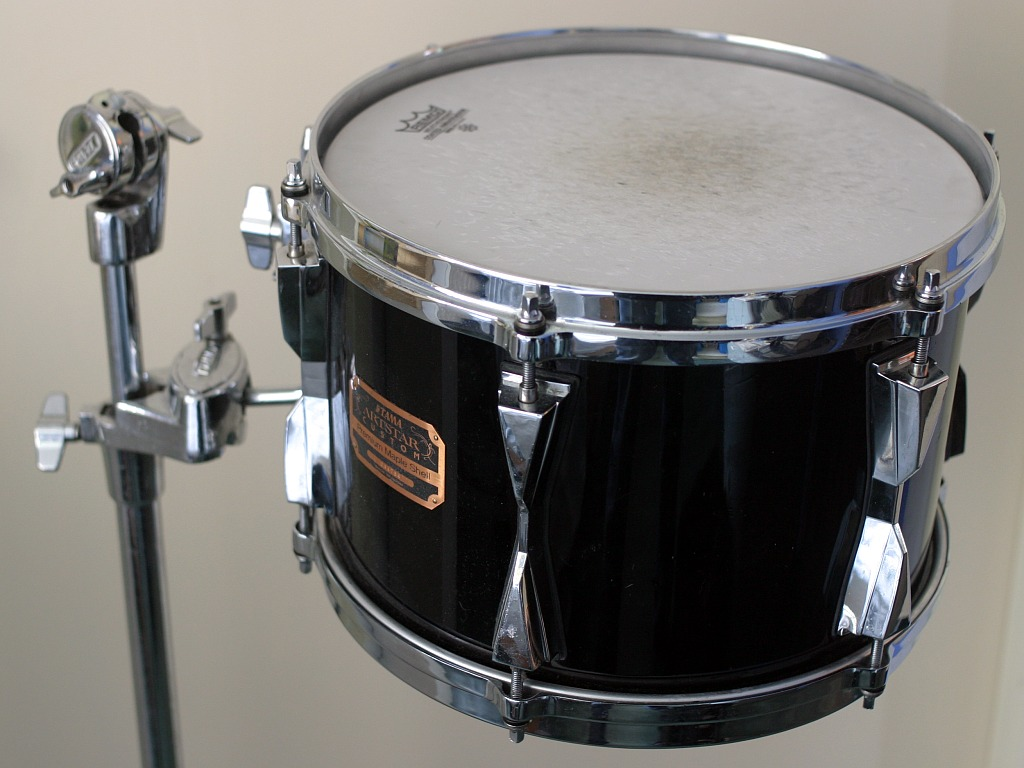
Ce tom Tama est équipé d'une peau Remo Ambassador sablée.

Remo est une marque américaine d'instruments de musique spécialisée dans les percussions.
Fondée par Remo Belli en 1957 la marque Remo fabrique des batteries, des percussions contemporaines d'inspirations africaine, afro-cubaine et occidentale et des pièces détachées. L'entreprise est principalement connue du grand public pour son activité de fabrication de peaux de batterie, les peaux Remo équipant d'origine la majorité des grandes marques.